# Tolvád
Tolvád (Livezile), település Romániában, a Bánságban, Temes megyében.

## Fekvése
A Berzava-csatorna mellett, Bánlaktól nyugatra fekvő település.

## Története

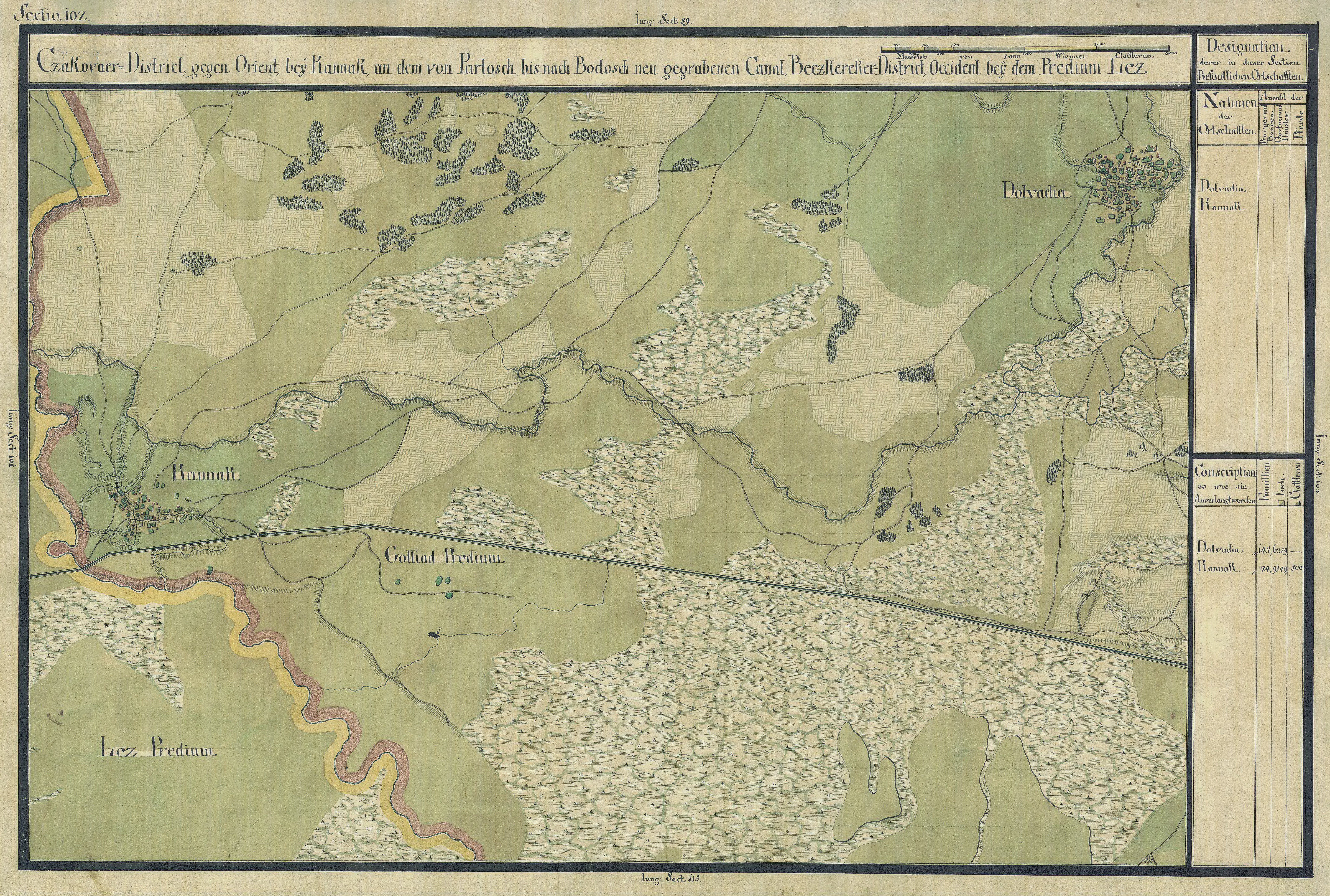
Tolvád környéke 1769-72 között

Tolvád nevét 1333-ban Tegvid néven említette először oklevél. 1334-ben Taluod, Tolnoyd [Toluoyd] egyházas hely. 1462-ben Tholwayd, 1806-ban Tolvadia, 1913-ban Tolvád néven írták.
1332-1334 között neve már egyházas helyként szerepelt a pápai tizedjegyzékben. 1462-ben berekszói Hagymás Miklós birtokának írták, aki miután Szentgirolti Jánost testvéréül fogadta, az a Hagymás család itteni birtokaira is igényt tartott. A török hódoltság alatt a település nem pusztult el, de a 17. században nem a mai helyén, hanem a Jark nevű dűlőrészben feküdt, és neve ekkor Tolvadja, Tolvadin, volt.
Az 1717. évi kincstári összeírásban, a csákovai kerületben, a lakott helyek között tartották számon, 30 házzal, de nem sokkal ezután elpusztult. A gróf Mercy-féle térképen Tollwacz néven lakatlan helységként tüntették fel, a becskereki kerületben. 1806-ban az örmény eredetű Gyertyánffy Antal, Lukács és Kristóf vásárolták meg, majd 1838-ban bobdai Gyertyánffy Dávid lett a földesura, később pedig Dániel Lászlónak, Gasztonyi Lőrincznek és Rittinger Ádámnak volt itt nagyobb birtoka. A községben levő régi kúriát Gyertyánffy Kristóf 1790 körül építtette. A községben két templom van, az egyik a szerbeké, a másik a románoké.
1851-ben Fényes Elek írta a településről: „Tolvád, 28 katholikus, 106 református, 1434 óhitű, 2 zsidó lakossal, anyatemplommal. Földesura: Bobdai, ifjú Gyertyánfi Dávid”
1910-ben 1965 lakosából 971 román, 536 német, 164 magyar volt. Ebből 1269 görögkeleti ortodox, 654 római katolikus, 28 evangélikus.
A trianoni békeszerződés előtt Torontál vármegye Bánlaki járásához tartozott.